# Lijst van vlaggen van Chinese deelgebieden
Dit artikel bevat een lijst van vlaggen van Chinese deelgebieden. De Volksrepubliek China en de Republiek China eisen beide het gezag op over het territorium dat door beide politieke entiteiten wordt gecontroleerd en hanteren beide een andere indeling voor dit gebied. Het door de Volksrepubliek China gecontroleerde vasteland heeft geen eigen provincievlaggen, maar het door de Republiek China gecontroleerde gebieden blijven de respectievelijke vlaggen gebruiken.

## Volksrepubliek China
De Volksrepubliek China bestaat uit twee Speciale Bestuurlijke Regio's, vijf autonome regio's, 23 provincies en vier steden die buiten de provinciale indeling vallen. Als gevolg van een besluit van het Algemeen Bureau van het CCP-Comité en het Algemeen Bureau van de Staatsraad mogen autonome regio's, provincies en steden niet langer hun eigen symbolen aannemen. Zowel de Speciale Administratieve Regio's Hongkong als Macau in China hebben echter hun eigen speciale vlaggen. Het precieze gebruik van de SAR-vlaggen wordt geregeld door wetten van het Nationale Volkscongres.

### Vlaggen van Speciale Bestuurlijke Regio's
| Kaart | Speciale bestuurlijke regio | Vlag | Artikel over de vlag | Ratio | Ingebruikname    |
| ----- | --------------------------- | ---- | -------------------- | ----- | ---------------- |
|       | Hongkong                    |      | Vlag van Hongkong    | 2:3   | 1 juli 1997      |
|       | Macau                       |      | Vlag van Macau       | 2:3   | 20 december 1999 |

## Republiek China
De Republiek China bestaat uit twee provincies en twee direct-bestuurde steden. De twee provincies bestaan uit achttien counties en vijf provinciale steden. Ze hebben allemaal hun eigen vlag.

### Vlaggen van steden die buiten de provinciale indeling vallen

Taipei
Kaohsiung
Nieuw Taipei
Taichung
Tainan
Taoyuan

### Vlaggen van provincies

Taiwan
Fujian

### Vlaggen van counties en provinciale steden in de provincie Taiwan

#### Counties

Chiayi
Changhua
Hsinchu
Hualien
Miaoli
Nantou
Penghu
Pingtung
Taitung
Yilan
Yunlin

#### Provinciale steden

Keelung
Chiayi
Hsinchu

### Vlaggen van counties in de provincie Fujian

Lienchiang
Kinmen